# Sarah Jessica Parker
Sarah Jessica Parker, född 25 mars 1965 i Nelsonville i Athens County, Ohio, är en amerikansk skådespelare, som även har en bakgrund som dansare och sångerska.
Parker är mest känd som sexkolumnisten Carrie Bradshaw i TV-serien Sex and the City, men har även medverkat i ett flertal musikaler på Broadway, inklusive Annie, Once Upon a Mattress och How to Succeed in Business Without Really Trying.
Parker har arbetat professionellt som skådespelare sedan åttaårsåldern och är flerfaldigt prisbelönad.
Hon är gift med Matthew Broderick sedan 1997. De har sonen James Wilkie Broderick (född 2002). Den 22 juni 2009 fick Parker och Broderick tvillingarna Marion Loretta Elwell och Tabitha Hodge genom en surrogatmamma. Familjen är bosatt i New York sedan många år tillbaka. Parker har sju syskon.
Parker är mycket engagerad politiskt och stödjer offentligt USA:s demokratiska parti. Hon är även Unicef-ambassadör.

## Filmografi (urval)
- 1974 – The Little Match Girl
- 1982 – My Body, My Child
- 1983 – Somewhere Tomorrow
- 1984 – Footloose
- 1985 – Girls Just Want to Have Fun
- 1990 – L.A. Story
- 1992 – Smekmånad i Las Vegas
- 1993 – Hocus Pocus
- 1993 – Striking Distance
- 1994 – Ed Wood
- 1995 – Miami Rhapsody
- 1996 – Före detta fruars klubb
- 1996 – Bakom stängda dörrar
- 1996 – Mars Attacks!
- 1998–2004 – Sex and the City (TV-serie)
- 2000 – State and Main
- 2005 – Välkommen till familjen
- 2006 – Hemma bäst
- 2006 – Strangers with Candy
- 2008 – Sex and the City
- 2009 – Har du hört ryktet om Morgans?
- 2009 – A Family Affair
- 2010 – Sex and the City 2
- 2010 – The Ivy Chronicles
- 2011 – I Don't Know How She Does It
- 2011 –  New Year's Eve
- 2015 – All Roads Lead To Rome
- 2018 – Here and now (Blue night)
- 2016–2019 – Divorce (TV-serie)
- 2021 – And Just Like That (TV-serie)